# Markus Wheaton
Markus Wheaton (Chandler, Arizona, Estados Unidos, 7 de febrero de 1991) es un jugador profesional de fútbol americano de la National Football League que juega en el equipo Pittsburgh Steelers, en la posición de Wide receiver con el número 11.

## Carrera deportiva
Markus Wheaton proviene de la Universidad Estatal de Oregón y fue elegido en el Draft de la NFL de 2013, en la ronda número 3 con el puesto número 79 por el equipo Pittsburgh Steelers.
Actualmente se encuentra en activo como jugador de los Pittsburgh Steelers.

## Estadísticas generales
| Yardas | Touchdowns | Recepciones | Promedio |
| 651    | 4          | 38          | 17.1     |